# Devadatta (buddyzm)
Devadatta – imię księcia z rodu Sakyów. Według tekstów buddyjskich był on kuzynem i uczniem Buddy (według innych źródeł szwagrem), który wystąpił przeciwko niemu, za co został potępiony i zniknął w czeluściach ziemi, trafiając do jednego z buddyjskich piekieł. W buddyzmie uznawany za symbol występku.

## Więzy rodzinne
Devadatta by synem Suppabuddhy (wuj Buddy od strony matki) i Amity (siostra Suddhodany, ojca Buddy).
Podaje się również inne imię matki: Pamitā, Amitodanā, lub też Godhi (w Vinaya Pitace zwą go bowiem Godhiputta - syn Godhi).
Źródła różnią się między sobą także co do rodzeństwa Devadatty. Jedne podają, że miał siostrę Bhaddakaccānę (jedno ze spotykanych określeń Yasodhary), która poślubiła księcia Siddhatthę - późniejszego Buddę. Uzasadniałoby to nazywanie Devadatty w niektórych źródłach - szwagrem Buddy.
Podaje się także czasami, że Ānand był jego rodzonym bratem.

## Znaczenie imienia
Imię Devadatta jest potocznie wymawiane jak "Deodatta". Imię można przetłumaczyć jako "Dar Bogów". W Bhagawadgicie, w Mahabharacie, róg z muszli Ardżuny, który używał w czasie bitwy pod Kurukszetra, nazywał się Devadatta.

## Życie
Po wizycie Buddy w Kapilavastu, gdzie — już po swym Przebudzeniu — nauczał Sakyów, Devadatta postanowił dołączyć do wspólnoty mnichów. Razem z Anandą, Bhagu, Kimbilą, Bhaddiją, Anuruddhą i ich fryzjerem Upāli, odnaleźli Buddę w Anupiyā i poprosili o przyjęcie ich do wspólnoty.
Podczas następnej pory deszczowej, Devadatta, poprzez praktykę uzyskał moce siddhi, dostępne dla tych, którzy rodzą się po raz ostatni w tym świecie (puthujja-nika-iddhi). Przez jakiś czas cieszył się znacznym poważaniem we wspólnocie. W kilku ustępach Udāny i Vinaji, wymieniany jest jako jeden z jedenastu Starszych, o których Budda mówi z szacunkiem. Sariputta, idąc do Rajagaha wychwala Devadattę.
Prawdopodobnie jednak, Devadatta nie wybaczył Gotamie porzucenia jego siostry i stąd zrodziła się jego nienawiść.
Później Devadatta stracił szacunek z powodu pychy i podejrzeń o niecne czyny i zamiary, czynione wobec Buddy. I faktycznie, na osiem lat przed śmiercią Buddy, kierując się żądzą bogactwa, chwały i zazdrością, omotał iluzjami i kłamstwami księcia Ajātasattu.

### Omotanie księcia Ajātasattu

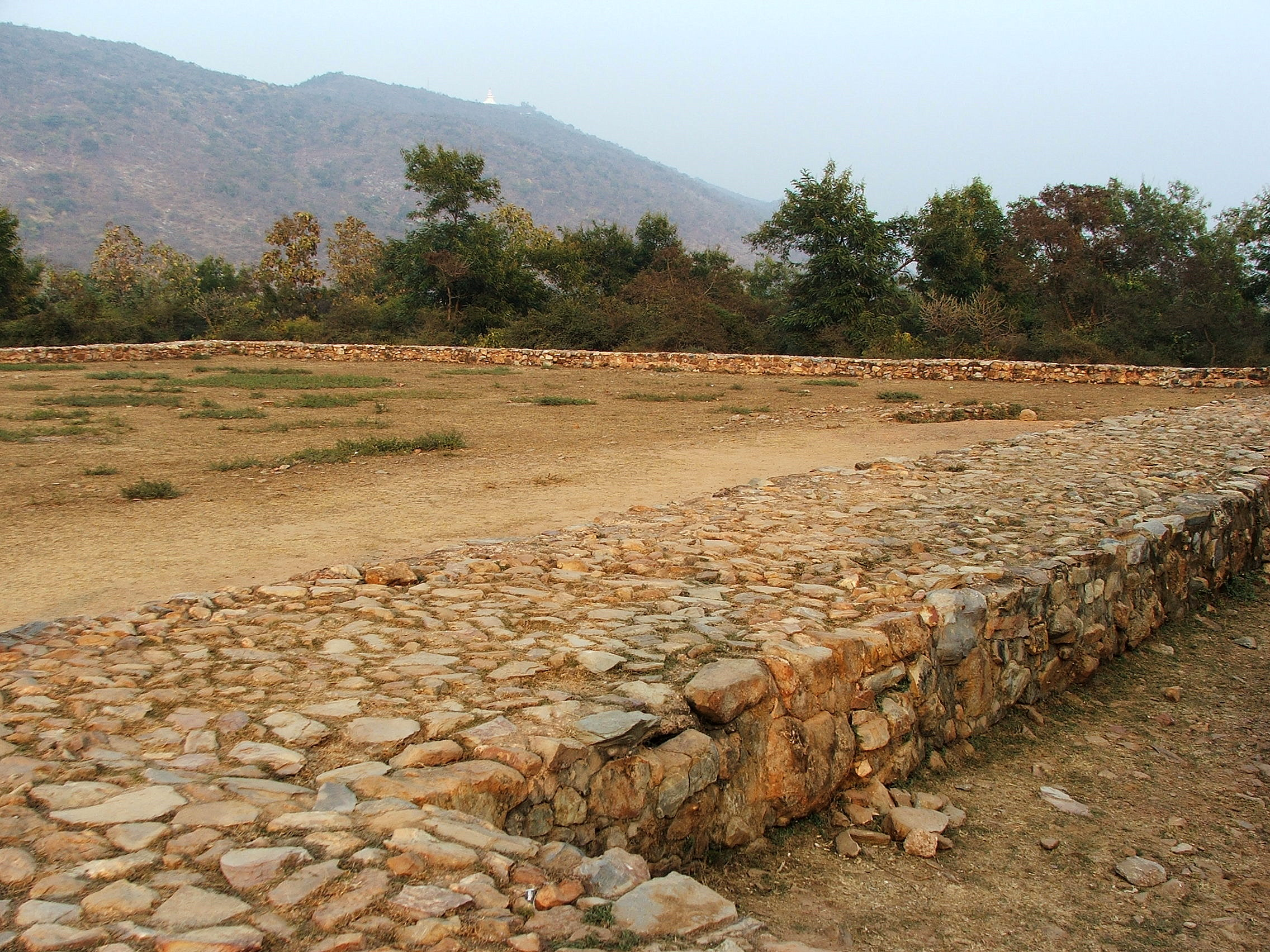
Ruiny uznawane za więzienie króla Bimbisāry w Rajgirze, Bihar, Indie. Prawdopodobnie tutaj książę Ajātasattu zamordował swego ojca.

Kierując się swą żądzą i pychą, Devadatta zawładnął umysłem księcia Ajātasattu. Korzystając ze swych mocy, przybrał postać dziecka noszącego girlandę z węży i nagle pojawił się na podołku księcia. Później przybrał własną postać. Zrobiło to wielkie wrażenie na Ajātasattu. Książę uznał Devadattę za wielkiego mistrza. W późniejszym czasie odwiedzał go rano i wieczór, ze świtą liczącą 500 rydwanów. Teksty religijne podają, że książę kazał wybudować dla Devadatty klasztor w Gayāsīsa, gdzie posyłał mu codziennie 500 talerzy najlepszego jedzenia, które było tak kuszące, że niektórzy z uczniów Buddy szli tam, by je podkradać.
Devadatta, przekonał także księcia, by zrzucił z tronu swego ojca - króla Bimbisārę. Ajātasattu zaplanował więc śmierć ojca. Król Bimbisāra usłyszawszy pogłoski o tym, potwierdzone przez jego syna - abdykował. Książę uwięził go w celi. Tam, były król, spacerując po celi, utrzymywał się w dobrym zdrowiu. Zły Ajātasattu, rozkazał więc odcięcie mu podeszew stóp. Wkrótce potem, król zmarł.
Devadatta, widząc jaki ma wpływ na księcia oraz jaką czcią go on darzy, zrobił się jeszcze bardziej pyszny i zapragnął zająć miejsce Buddy.

### Próba przejęcia Zgromadzenia
Pisma religijne podają, że kiedy jego pycha sięgnęła zenitu i pomyślał o usunięciu Buddy, jego moce go opuściły.
Devadattcie ciężko było ukrywać swe pragnienia, skoro Kakudha, uczeń Moggallāny, doniósł o nich swemu mistrzowi, a ten powtórzył je Buddzie. Budda się nimi jednak nie przejął, mówiąc, że Devadatta sam się zdradzi.
To się potwierdziło. Devadatta osobiście przybył do Buddy i zażądał by przekazano mu władzę nad Zgromadzeniem, gdyż Budda wkracza w wiek podeszły i nie może już nim kierować. Buddha miał odpowiedzieć: "Nie przekażę [Zgromadzenia] nawet Sariputtcie, czy Moggallānie. Dlaczegóż więc miałbym przekazać je tobie?". Devadatta wpadł w gniew i poprzysiągł zemstę. Od tego zdarzenia ogłoszono, że cokolwiek Devadatta czyni - czyni to w swym imieniu, a nie imieniu Buddy, czy Zgromadzenia. Devadatta w swym gniewie i pysze postanowił zgładzić Buddę. Teksty religijne wyjaśniają, że próby uśmiercenia Buddy, są wynikiem jego złych uczynków w poprzednich żywotach.

### Zemsta Devadatty
Najpierw namówił Ajātasattu, by wysłał swych królewskich łuczników, aby zgładzili Buddę. Szesnastu z nich zasadziło się na różnych drogach, którymi miał iść Budda z mnichami. Potem i łuczników miano zgładzić, by wieść się nie rozniosła. Jednak, kiedy orszak mnichów napotykał jednego z nich na drodze, ten odrzucił łuk i wyjawił plan mordu. Budda przemówił do niego łagodnie i odesłał go. Łucznik ten opowiedział potem Devadattcie o całym zdarzeniu.

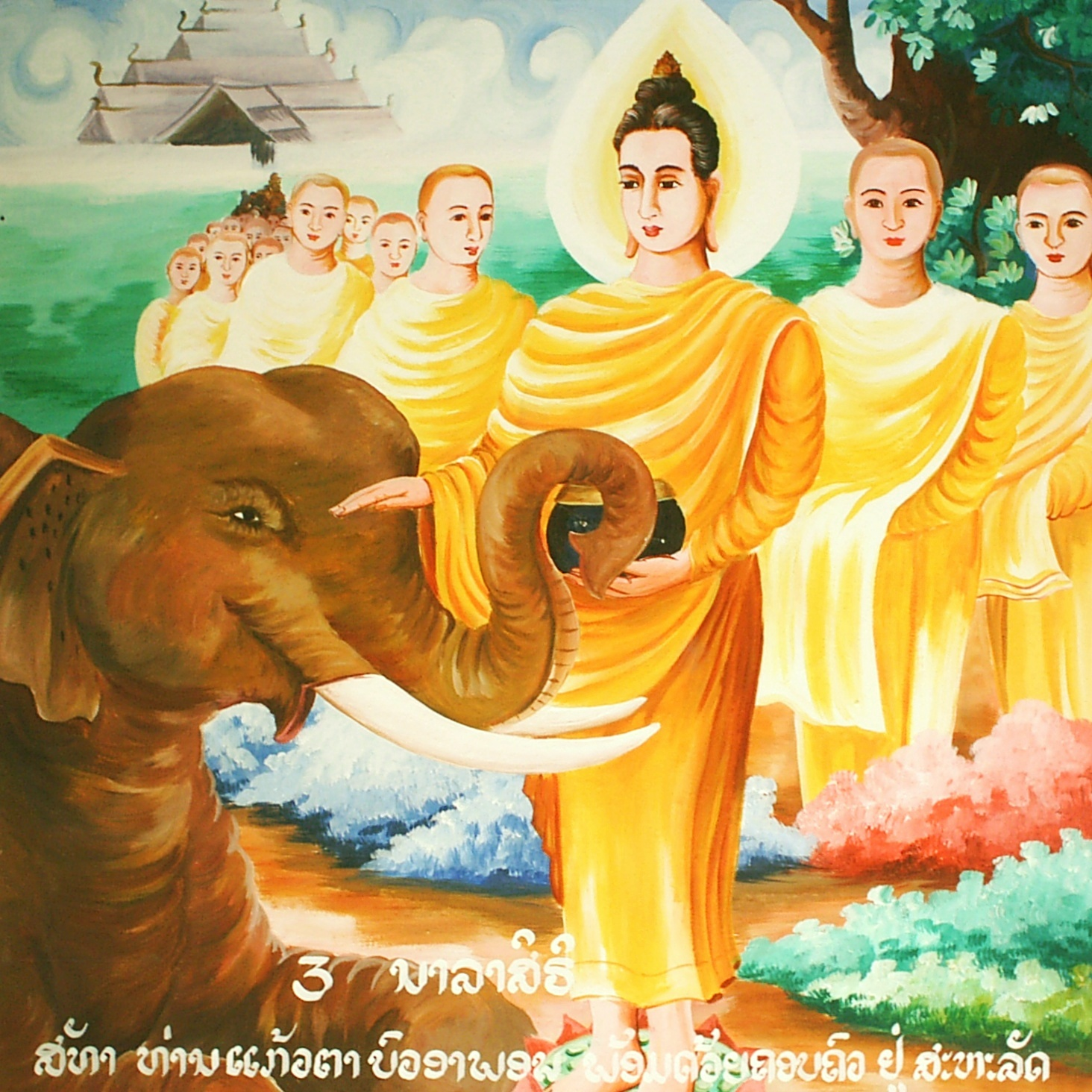
Budda swą miłująca dobrocią ujarzmia słonia Nalāgiri

Wtedy Devadatta postanowił zgładzić Buddę sam. Pewnego dnia, gdy Budda przechadzał się wraz z mnichami wzdłuż zboczy Gijjhakūta, stoczył w jego kierunku kamień. Kamień się zablokował, jednak jego odłamek boleśnie ugodził Buddę w stopę. Mnisi zanieśli swego nauczyciela do Maddakucchi, a stamtąd do Ambavany Jīvaki. Tam Jīvaka doglądał rany Buddy. Od tego momentu, mnisi namawiali swego nauczyciela, by wszędzie wybierał się w towarzystwie strażników. Budda jednak odmówił, mówiąc im, że nie jest możliwe, by pozbawić Tathāgaty życia.
Kolejny zamach polegał na przekonaniu treserów słoni, by wypuścili na drogę, którą miał iść Budda, groźnego słonia Nalāgiri (zwanego też Dhanapāla) - tak też uczyniono. Ostrzeżono jednak mnichów, że na drodze grasuje rozszalały słoń. Mimo to, Budda nie nakazał zawracać. Spotkawszy słonia, ułagodził go tylko siłą swej miłującej dobroci.

### Schizma
Wcześniejsze występki uczyniły Devadattę bardzo niepopularnym i pogardzanym. Nawet, omotany przez niego, Ajatāsattu wyzwolił się z jego uroku. Wtedy namówił kilku mnichów: Kokālikę, Katamoraka-tissę, Khandadeviyāputtę i Samuddadattę, by wspólnie dokonać rozłamu w Zgromadzeniu. Chcieli na Buddzie wymusić narzucenie na wszystkich członków Zgromadzenia następujących nakazów:
- mnisi, całe swe życie powinni spędzić w głuszy,
- nie powinni przyjmować zaproszeń na posiłki, lecz żyć wyłącznie z jałmużny,
- powinni nosić szaty wyłącznie z porzuconych szmat i nie przyjmować innych od ludzi świeckich,
- powinny przesiadywać pod drzewem, a nie pod dachem,
- powinni całkowicie powstrzymywać się od spożywania mięsa i ryb.

Budda odrzekł im, że kto pragnie przestrzegać tych zasad - może to czynić, poza spaniem pod drzewem w porze deszczowej. Odmówił jednak, by zasady obowiązywał wszystkich. Odmowa dała Devadattcie pretekst by rozgłosić, ze Budda oddaje się zbytkom. Poinformował Anandę, że chce spotkania uposatha bez Buddy i przekonał go, by podążyło za nim 500 świeżo wyświęconych mnichów. Nie zważał na ostrzeżenia, że dokonanie schizmy w Zgromadzeniu, jest czynem niewybaczalnym. Wyruszył ze swoimi poplecznikami z Vesāli do Gayāsīsy. Także niektórzy z rodu Sākyan woleli Devadattę, niż Buddę. Budda wysłał Sāriputtę i Moggallānę do Gayāsīsy, by zawrócili mnichów. Devadatta myślał, że przybyli do niego dołączyć i przyjął ich gościnnie. Do późna w nocy kazał do mnichów. Potem poprosił, by Sāriputta kazał za niego, a sam poszedł spać. Sāriputta z Moggallāna przekonali 500 mnichów, by powrócili do Buddy. Kokālika pobiegł do Devadatty, obudził go kopnięciem w pierś i opowiedział o całym zdarzeniu. Devedatta usłyszawszy o zdarzeniu poważnie zaniemógł na dziewięć miesięcy.

### Śmierć Devadatty
Czując, że zbliża się jego koniec, zapragnął ujrzeć Buddę. Jego zwolennicy wzięli go na nosze i podążyli do miejsca, gdzie zatrzymał się Budda. W czasie podróży zatrzymali się w Jetavana, nad brzegiem stawu, gdzie Devadatta zamierzał się umyć. Kiedy dotknął stopą ziemi, ta się rozstąpiła i pochłonęła go do Avīcy. Tam ma cierpieć przez sto tysięcy kapp. Po tym okresie ma odrodzić się jako paccekabuddha zwany Atthissara (inne źródła podają Devarāja). Teksty religijne wspominają, że nim pochłonęła go ziemia, wypowiedział słowa schronienia w Buddzie. Był piątą osobą w czasach Buddy pochłonięta przez ziemię.

### Ānantarika-kamma(Haniebne czyny)
Zobacz więcej w osobnym artykule: ānantarika kamma.
Według religijnych tekstów, Devadatta dopuścił się "Haniebnych czynów" - czynów, za które winowajca odradza się w piekle; są to najgorsze czyny jakich człowiek może się dopuścić:
- próbując zabić Buddę:
- nasyłając łuczników księcia Ajātasattu
- staczając głaz ze zboczy Gijjhakūty
- nasyłając rozszalałego słonia Nalāgiri.

- wywołując schizmę w łonie Zgromadzenia:
- przeciągając 500 nowo wyświęconych mnichów na swą stronę

- namawiając do Haniebnego czynu:
- namówił księcia Ajātasattu, by zabił własnego ojca. Książę popełnił ten Haniebny czyn (ānantarika kamma), przez co opóźnił swe własne Przebudzenie.

Devadatta był jedyną osobą, która za czasów Buddy popełniła aż trzy ānantarika kamma - Haniebne czyny.

## Devadatta w naukach mahayany
W 12. rozdziale Sutry Lotosu Budda obiecuje, że Devadatta po nieskończenie długim czasie osiągnie oświecenie i zostanie "niebiańskim królem".